# 中部銀次郎
中部 銀次郎（なかべ ぎんじろう、1942年〈昭和17年〉2月16日 - 2001年〈平成13年〉12月14日）は、日本のアマチュアゴルファー。大洋クラブ会長。大洋漁業創業者中部幾次郎の孫。

## 略歴
山口県下関市出身。大洋漁業（現・マルハニチロ）副社長及び林兼産業社長を務めた中部利三郎の三男（四人兄弟の末っ子）として生まれる。小学校から兄の中部一次郎らと共にゴルフを始め、1958年、山口県立下関西高等学校2年生の時に関西学生選手権に大学生に混じって出場、優勝を果たし一躍その名をとどろかせる。
慶應義塾大学に進学するつもりであったが、ゴルフ環境の悪さ（大学のある都心からゴルフ場が遠い）を理由に一浪し甲南大学に入学。浪人中にアメリカで行われた第2回アイゼンハワートロフィーの日本代表の一員に選ばれ、その際に見たジャック・ニクラスのプレーに衝撃を受け、プロを諦めて国内アマチュアのトップとなることを決意したと言われている。
1962年、甲南大学2年生のとき日本アマチュアゴルフ選手権に初優勝。1964年の第1回日本学生ゴルフ選手権競技に優勝するなど活躍した。
大学卒業後、親のつとめる大洋漁業の関連会社に入社。サラリーマンとしての本業と平行してゴルフを続ける。1967年には当時プロゴルフトーナメントであった西日本オープンでプロを退けて優勝し、「プロより強いアマチュア」と称されるようになる。実際に青木功を始め、数々のプロゴルファーとも親交があった。倉本昌弘も憧れた選手として名前を挙げている。
後にマルハのゴルフ場運営会社であった大洋クラブの会長を務め、同社の運営していた「久慈大洋ゴルフクラブ」（茨城県常陸太田市）のコース設計にも携わっている。
2001年に大洋クラブ会長職のまま食道癌で死去。59歳没。

## 人物
甲南大学2年生のときの1962年、20歳5カ月の当時史上最年少記録で日本アマチュアゴルフ選手権に初優勝する。1964年、1966年、1967年、1974年、1978年にも勝ち、史上最多の6勝を挙げる。1960年代後半から1970年代にかけて途切れている時期があるが、これはゴルフの手ほどきをしてくれた父・利三郎が亡くなったショックから約3年間ほとんど競技会に出なかったことも影響していて、それがなければもっと勝っていたのではないかといわれる。
大洋クラブは2005年に解散、久慈大洋ゴルフクラブはリゾートソリューション系列のジェージー久慈に譲渡され「久慈ガーデンゴルフクラブ」と名前を改めている（現在はさらに「スパ&ゴルフリゾート久慈」に改称）。同クラブのコースは「中部銀次郎メモリアルコース」と称されている。

## 家族・親族
祖父は大洋漁業（現・マルハニチロ）創業者の中部幾次郎で、元大洋漁業社長の中部謙吉は伯父にあたる。妻の克子は尾道造船社長・浜根康夫の長女。
長男、中部隆は、尾道造船代表取締役社長。

## 主な著書
- もっと深く、もっと楽しく。 集英社 1991年 ISBN 4087497127
- わかったと思うな 中部銀次郎ラストメッセージ ゴルフダイジェスト社 2001年 ISBN 4772840117
- ゴルフの大事（共著・三好徹）ゴルフダイジェスト社 2006年 ISBN 4772840613

## 参考資料
- “追悼 中部銀次郎”. 2009年3月22日時点のオリジナルよりアーカイブ。2014年6月22日閲覧。